# The Hunchback of Notre Dame (comédie musicale)
Pour les articles homonymes, voir Notre-Dame de Paris.
Cet article concerne la comédie musicale adaptée du film d'animation Disney. Pour les autres comédies musicales, voir Notre-Dame de Paris (comédie musicale) et Klokkeren fra Notre Dame.
The Hunchback of Notre Dame est une comédie musicale basée sur le roman Notre-Dame de Paris écrit en 1831 par Victor Hugo avec des chansons de l'adaptation du film Walt Disney Le Bossu de Notre-Dame sorti en 1996.
La comédie musicale originale a été créée en 1999 à Berlin, en Allemagne sous le nom de Der Glöckner von Notre Dame. Il a été produit par Walt Disney Theatrical  Productions. C'est la première comédie musicale de la compagnie à être diffusée en dehors des États-Unis. Elle a été jouée pendant trois ans, devenant l'une des comédies musicales les plus anciennes de Berlin.
La version anglophone de la comédie musicale, avec un livret révisé, a fait ses débuts à La Jolla Playhouse à San Diego, en Californie, le 28 octobre 2014 et a poursuivi jusqu'au 7 décembre 2014. Par la suite, le spectacle ouvert au Paper Mill Playhouse à Millburn, New Jersey le 4 mars 2015. Encore une fois avec un livret révisé, qui est la 3e et dernière édition. Le spectacle a fermé le 5 avril 2015, après l'annonce de son intention de ne pas déménager à Broadway.
En avril 2017, une nouvelle production allemande a ouvert au Theater des Westens à Berlin. En février 2018, la comédie musicale a déménagé au Stage Apollo Theater de Stuttgart. Le spectacle a été traduit en suédois sous le nom Ringaren i Notre Dame Musikalen et a été joué à l'opéra de Göteborg du 22 septembre 2018 au 6 avril 2019.

## Histoire

### Contexte (1996–1999)
En 1996, Walt Disney Animation Studios créé une adaptation du roman Notre-Dame de Paris de Victor Hugo. Disney on Broadway, la branche de productions théâtrales de Disney Corporation, avait mis en scène des versions réussies de La Belle et la Bête en 1994 et Le Roi lion en 1997.

### Der Glöckner von Notre Dame(1999–2002)

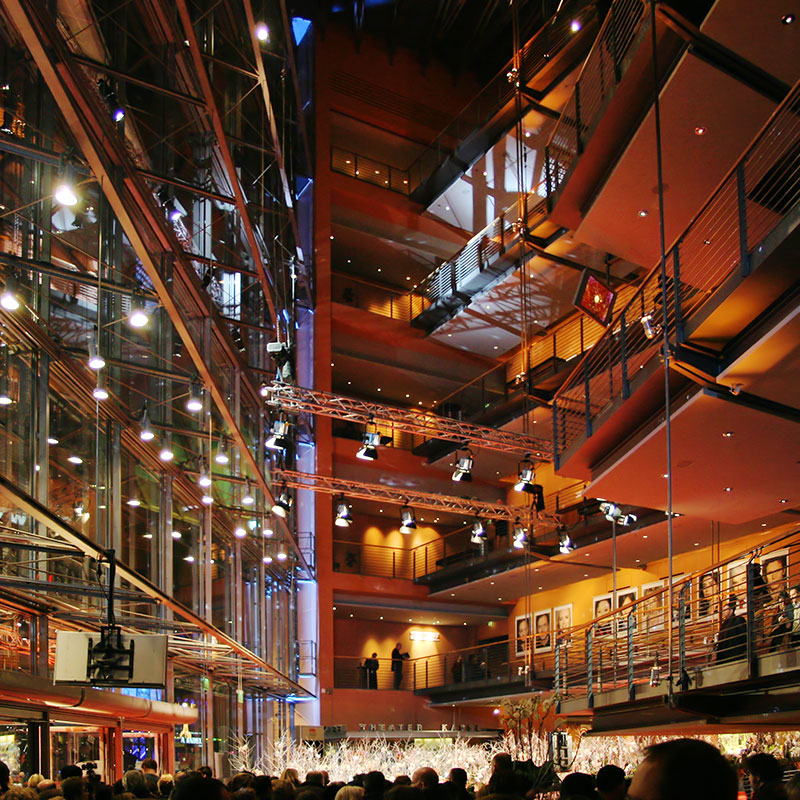
Foyer du Theaters am Potsdamer Platz

Pendant longtemps, Berlin était en pourparlers pour mettre en scène Le Roi Lion, mais après l'échec de ces négociations, Disney a proposé Le Bossu de Notre-Dame à la place. Ce projet, annoncé par Stella Entertainment le 18 mars 1998, s'écartait de l'habitude d'importer des productions musicales ayant déjà fait leurs preuves à Broadway. À l'origine répétée en anglais, puis reprise en allemand, la comédie musicale a ouvert le 5 juin 1999, pour l'ouverture d'un théâtre nommé Berlin (aujourd'hui Theater am Potsdamer Platz). Cette production est un succès avec 1,4 million de visiteurs sur 1 204 représentations. Elle a pris fin en juin 2002.
Mis en scène par James Lapine, la traduction allemande a été faite par Michael Kunze, chorégraphie de Lar Lubovitch, scénographie de Heidi Ettinger, conception de costumes de Sue Blane, éclairage de Rick Fisher, son de Tony Meola et projections de Jerome Sirlin,,. La production a coûté 45 millions de marks à produire, dont une grande partie a été subventionnée par des fonds publics. La production a été jouée par quarante-deux acteurs de six nationalités différentes. Neuf nouvelles chansons ont été écrites pour cette version. Ce fut la première comédie musicale de Disney à être diffusée en dehors des États-Unis, et c'est devenu l'une des comédies musicales les plus anciennes de Berlin. Comme avec La Belle et la Bête et Le Roi lion, Der Glöckner Von Notre Dame a ouvert trois ans après la sortie du film sur lequel il est basé.

### Période intermédiaire (2002–2013)
Der Glöckner von Notre Dame était un spectacle isolé, c'est-à-dire qu'il ne se jouait que dans un théâtre allemand et ne pouvait pas être concédé sous licence à d'autres compagnies. La comédie musicale n'a plus été mise en scène dans ce format pendant de nombreuses années, mais d'autres adaptations du film de 1996 ont tout de même pu être vues dans diverses productions dans des parcs à thèmes et des croisières Disney.
En 2008, le parolier Stephen Schwartz a révélé : « Je pense que nous démarrerons Hunchback of Notre Dame, je l'espère, l'année prochaine. » Dans une interview de novembre 2010, le compositeur Alan Menken a confirmé qu'il travaillait sur une production américaine et qu'ils utiliseraient le livret de James Lapine. Le 9 janvier 2013, il a été annoncé que la comédie musicale serait finalement produite pour une performance à Broadway avec un nouveau livret de Peter Parnell et de nouvelles chansons de Menken et Schwartz, qui sont à l'origine des chansons du film et de la comédie musicale originale. En avril 2013, la toute première adaptation anglaise de Der Glöckner von Notre Dame a été organisé par le département des beaux-arts du King's Academy Sports & Fine Arts Center à West Palm Beach, en Floride. Selon The King's Academy, Walt Disney Productions les a personnellement sélectionné pour adapter et créer le travail, et a reçu une licence pour mettre en scène la version anglaise, notant que Disney travaillait sur cette comédie musicale pour une éventuelle diffusion sur Broadway. The King's Academy a collaboré avec les directeurs des Walt Disney Studios. Leur directeur, David Snyder, a aidé Disney à lancer des castings pour le nouveau spectacle. Cette version ne comprenait pas toutes les chansons de Der Glöckner von Notre Dame, et exclut la mort d'Esmeralda et Frollo.
À l'expo D23, qui a eu lieu du 9 au 11 août 2013, Josh Strickland a interprété la première version anglaise officielle du titre "Made of Stone",écrit pour la version scénique.

### The Hunchback of Notre Dame(depuis 2014)
Le 25 janvier 2014, Disney Theatrical annonce officiellement la nouvelle adaptation scénique pour 2014.
The Hunchback of Notre Dame a eu un atelier préparatoire en février 2014, et sa première nord-américaine à La Jolla Playhouse à San Diego le 28 octobre 2014 et a duré jusqu'au 7 décembre 2014, sous la mise en scène de Scott Schwartz. La production a présenté Sacra-Profana, un chœur local de 32 voix, apparaissant sur scène pendant tout le spectacle. La production de La Jolla Playhouse a été transférée à Paper Mill Playhouse avec le casting de 19 personnes ainsi que trois nouveaux membres de la distribution Jeremy Stolle, Dashaun Young et Joseph J. Simeone, (remplaçant respectivement, Brian Smolin, William Thomas Hodgson et Lucas Coleman). Le chœur a été remplacé par le Continuo Arts Symphonic Chorus du 4 mars au 5 avril 2015,, après quoi il a été annoncé que le spectacle ne déménagerait pas à Broadway. La structure du spectacle a été finalisée (avec une chanson, "Agnus Dei" étant coupée du spectacle) et transformée en une œuvre sous licence.
2016-2017 a vu la première vague de théâtres régionaux américains à produire la comédie musicale; le théâtre Music Theatre Wichita (en) a reçu une subvention de 10 000 $ du National Endowment for the Arts pour soutenir financièrement la production. En décembre 2017, le spectacle a finalement fait ses débuts à New York avec sa première régionale de NY au White Plains Performing Arts Center.
Une adaptation de la comédie musicale, lancée en 2016 au festival Music Circus de Sacramento, s'appuyait sur l'affirmation du roman selon laquelle Quasimodo était devenu sourd après avoir constamment sonné des cloches toute sa vie en incorporant le langage des signes dans le spectacle. L'acteur sourd John McGinty a été choisi pour le rôle de Quasimodo, avec un chanteur de substitution (l'un des saints de Notre Dame, joué par Jim Hogan) chantant les chansons de Quasimodo pendant que McGinty signait.
Une production inédite comprenait une petite distribution de 18 personnes (sans chœur supplémentaire) et des orchestrations réduites avec des acteurs jouant leurs propres instruments. La production a été réalisée par Nicholas Wainwright à l'Université des Arts en décembre 2017; faisant sa première à Center City, à Philadelphie. Le spectacle a été présenté pour la première fois au Royaume-Uni au Royal Welsh College of Music and Drama par la Richard Burton Company en juin 2019, sous la direction de Graham Gill.

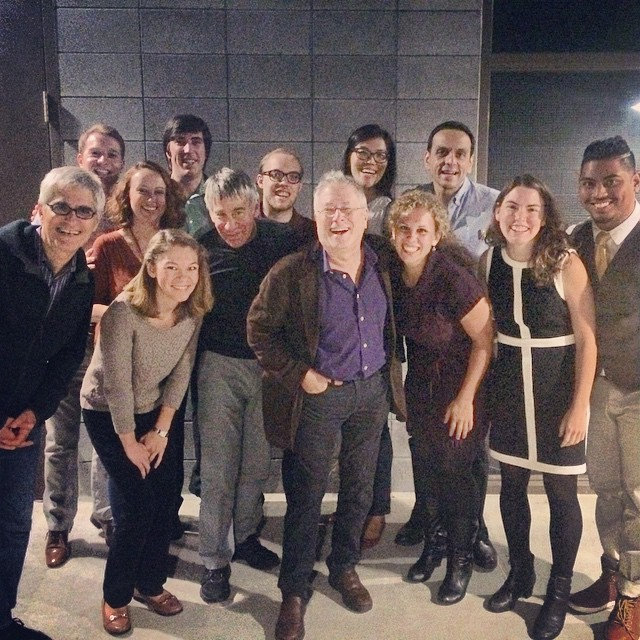
Membres du chœur SACRA / PROFANA avec le compositeur Alan Menken, le parolier Stephen Schwartz et l'auteur Peter Parnell, lors des répétitions de "The Hunchback of Notre Dame" à La Jolla Playhouse, en 2014.
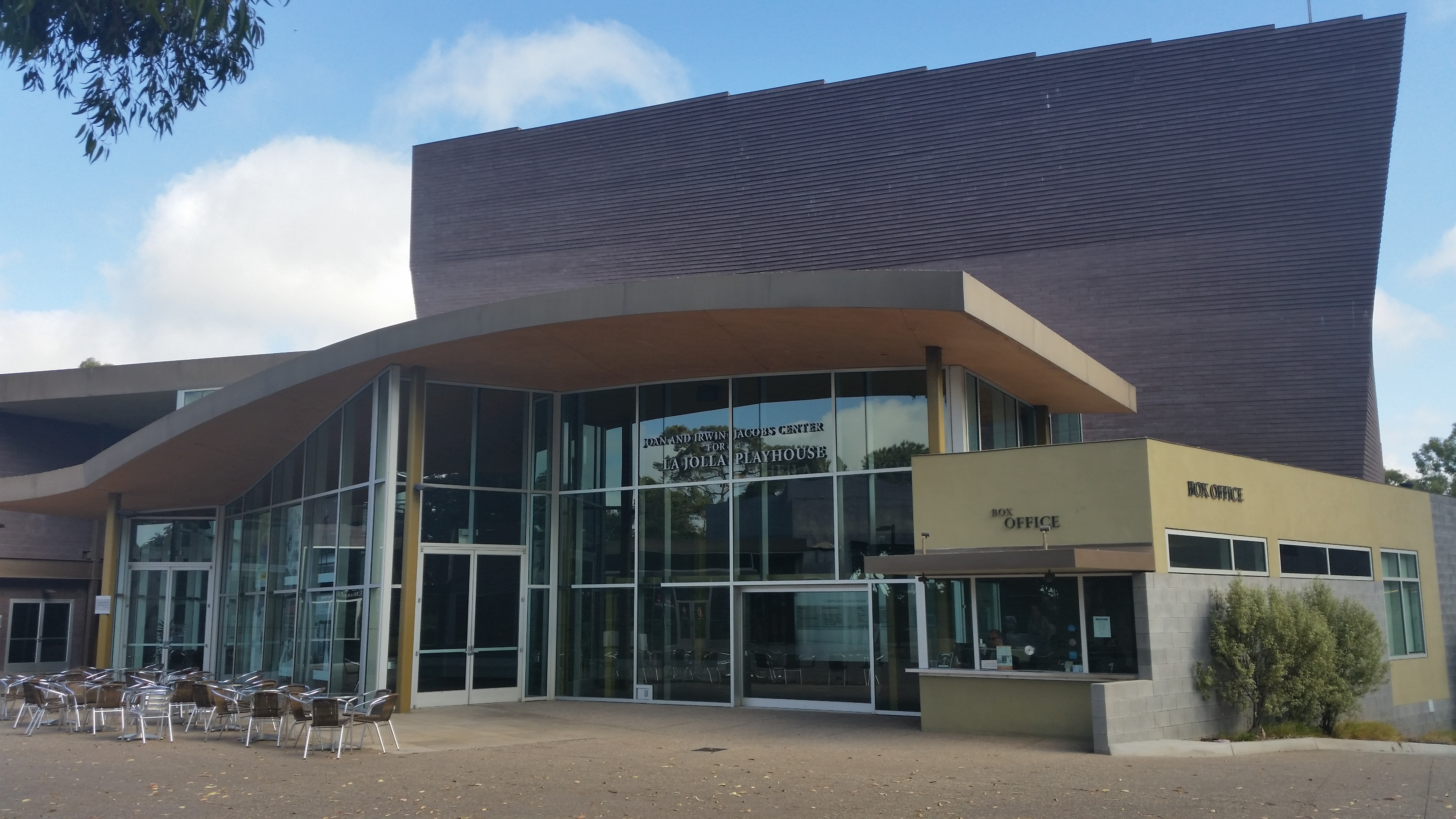
Entrée du La Jolla Playhouse à San Diego
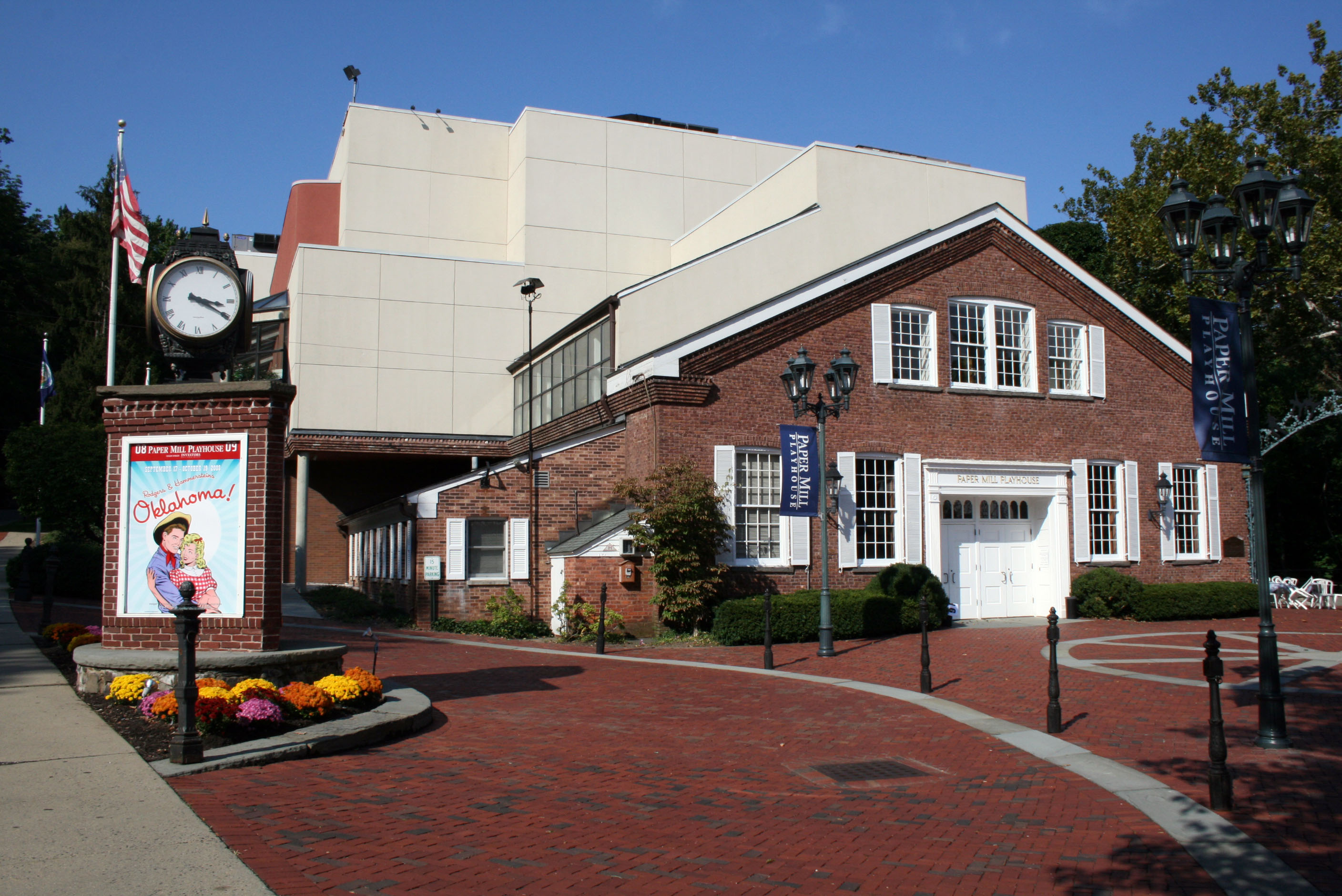
Entrée du Paper Mill Playhouse à Millburn dans le New Jersey
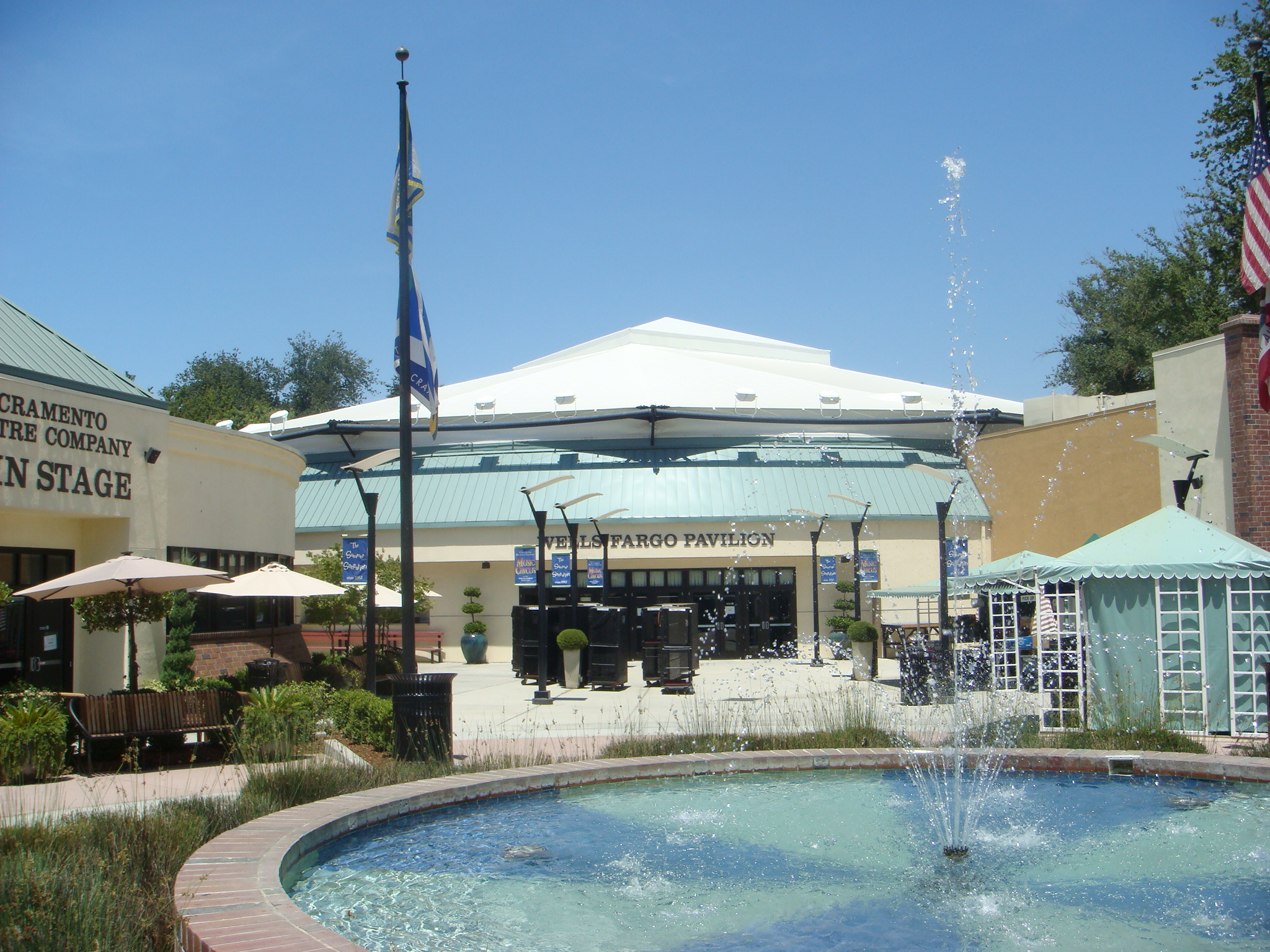
Le Wells Fargo Pavilion de Sacramento hébergeant le festival Music Circus

## Distribution
| Personnage           | Casting original de Berlin | Casting de La Jolla Playhouse | Casting de Paper Mill Playhouse |
| -------------------- | -------------------------- | ----------------------------- | ------------------------------- |
| Quasimodo            | Drew Sarich                | Michael Arden                 | Michael Arden                   |
| Esmeralda            | Judy Weiss                 | Ciara Renée                   | Ciara Renée                     |
| Phoebus              | Fredrik Lycke              | Andrew Samonsky               | Andrew Samonsky                 |
| Clopin               | Jens Janke                 | Erik Liberman                 | Erik Liberman                   |
| Claude Frollo        | Norbert Lamla              | Patrick Page                  | Patrick Page                    |
| Charles              | Valentin Zahn              | n'apparaît pas                | n'apparaît pas                  |
| Loni                 | Yvonne Ritz Andersen       | n'apparaît pas                | n'apparaît pas                  |
| Antoine              | Tamàs Ferkay               | n'apparaît pas                | n'apparaît pas                  |
| The Archdeacon       | Carlo Lauber               | n'apparaît pas                | n'apparaît pas                  |
| Lt. Frederic Charlus | n'apparaît pas             | Ian Patrick Gibb              | Ian Patrick Gibb                |
| Jehan Frollo         | n'apparaît pas             | Lucas Coleman                 | Jeremy Stolle                   |
| Florika              | n'apparaît pas             | Samantha Massell              | Samantha Massell                |
| St. Aphrodisius      | n'apparaît pas             | Neal Mayer                    | Neal Mayer                      |
| Chœur                | n/a                        | SACRA/PROFANA                 | Continuo Arts                   |

## Enregistrements

### Production allemande (1999)
Un enregistrement de la production allemande a été fait en 1999.

### Production américaine (2015)
Le 15 mai 2015, il a été annoncé que le casting de Paper Mill publierait un enregistrement qui a eu lieu du 28 au 30 septembre à Avatar Studios. L'album comporte un orchestre 25 titres, avec un chœur de 32 personnes. L'enregistrement a été publié par Ghostlight Records en janvier 2016.

### Production allemande (2017)
Un album de la nouvelle production allemande a été enregistré en 2017.